# Lunca Banului
Lunca Banului je rumunská obec v župě Vaslui. Žije zde přibližně 3 200 obyvatel. Obec leží na východě Rumunska a její území sousedi s Moldavskem. Obec se skládá ze sedmi částí.

## Části obce
- Lunca Banului – 2 516 obyvatel
- Broscoșești – 372 obyvatel
- Condrea – 32 obyvatel
- Focșa – 155 obyvatel
- Lunca Veche – 90 obyvatel
- Oțetoaia – 729 obyvatel
- Răducani